# Миттердорфер, Даниэль
Да́ниэль Ми́ттердорфер (нем. Daniel Mitterdorfer; род. 25 июля 1989, Рум, Австрия) — австрийский хоккеист, защитник клуба «ТВК Инсбрук». Игрок сборной Австрии по хоккею с шайбой.

## Карьера
Даниэль Миттердорфер — воспитанник хоккейного клуба «Инсбрук». В сезоне 2005/06 дебютировал на профессиональном уровне в австрийском чемпионате. Сезон 2007/08 провёл в Финляндии, выступая за ХПК. Следующие 8 лет принесли Миттердорферу два титула чемпиона Австрии — 2011 года с «Ред Буллом», и 2012 — с «Блэк Уингз Линц». В 2015 году подписал контракт с командой ЛеКи, выступающей во второй по силе лиге Финляндии. 12 ноября 2010 года дебютировал за сборную Австрии в матче против сборной Франции.